# 许敦仁
许敦仁，福建莆田人，进士。
崇宁初年(1102～1106年)，任校书郎。因与蔡京同乡，任监察御史，为其心腹。后任御史中丞。因上章失当，被宋徽宗罚金，并降为兵部侍郎。
后二年卒。